# クール・ドゥ・ピラート
クール・ドゥ・ピラート（フランス語：Cœur de pirate）の名前で知られるベアトリス・マルタン（フランス語：Béatrice Martin、1989年9月22日 - ）はカナダのモントリオール市出身の歌手、ピアニスト。

## 概要
アルバム「Cœur de pirate」で2008年にカナダで、後にフランスでもデビュー。アルバム売上枚数は総計100万枚を超え、多くのファンを集めている。楽曲Comme des enfantsで2010年に第25回ヴィクトワール賞Chanson originale de l'année受賞。2016年ジュノー賞Songwriter of the Year 2016受賞。
デビュー前、マルタンは2007年から芸術・文学を学ぶかたわらインターネット上で「Cœur de pirate」（クール・ドゥ・ピラート、「海賊のハート」）の名前で作品を発表していた。この名前には復讐心と恋愛の意味が込められている。
日本語ではクール・ド・ピラットとも。

## 生い立ち・私生活
母はピアニスト、作曲家のÉlise Desjardins。
2012年にタトゥーアーティストのAlex Peyratと結婚し同年に娘を出産。2016年にPeyratとの離婚を公表、その後2017年に復縁・同年中に再度の離婚を公表した。
同性愛者のナイトクラブが襲撃された2016年のフロリダ銃乱射事件を受けて、自身がクィアであることを公表した。

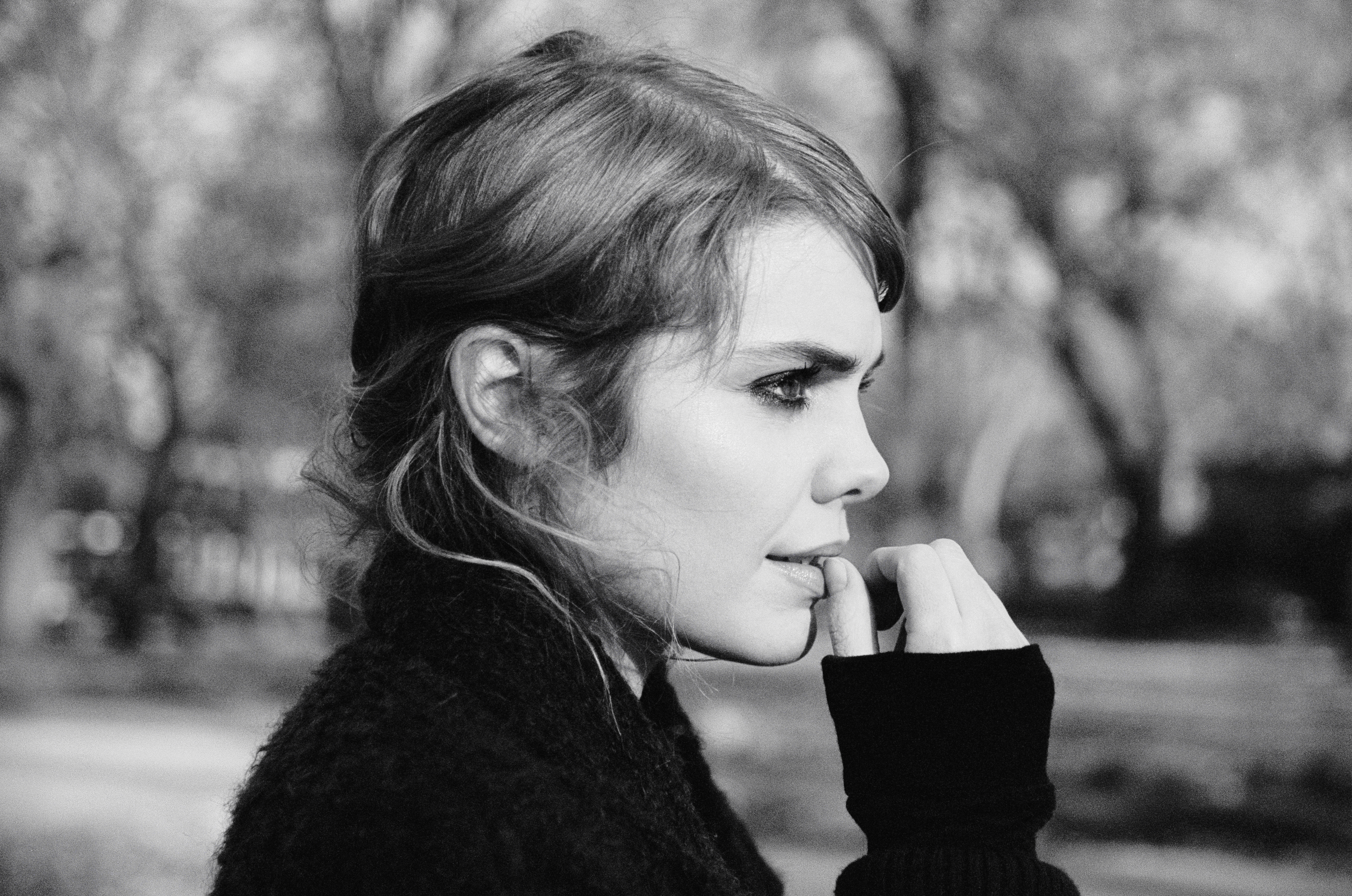
2013年のベアトリス・マルタン（クール・ドゥ・ピラート）